# Sibford Gower
Sibford Gower is een civil parish in het bestuurlijke gebied Cherwell, in het Engelse graafschap Oxfordshire met 508 inwoners.

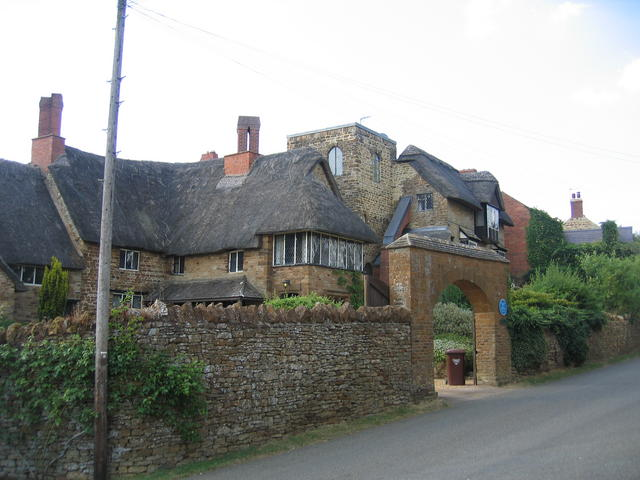
The Manor House, Sibford Gower